# Dectochilus antucaria
Dectochilus antucaria là một loài bướm đêm trong họ Geometridae.